# Pablo Sarabia
Pablo Sarabia García (født d. 11. maj 1992) er en spansk professionel fodboldspiller, som spiller for Qatar klubben Al-Arabi og Spaniens landshold.

## Klubkarriere

### Real Madrid
Sarabia kom igennem ungdomsakademiet hos Real Madrid, og gjorde sin professionelle debut med reserveholdet Real Madrid Castilla i januar 2010. Han debuterede for førsteholdet i Champions League-kamp imod Auxerre i december 2010.

### Getafe
Sarabia skiftede i juli 2011 til Getafe på en fast aftale. Han arbejdede sig herefter løbende ind på førsteholdet, frem til at han fra 2013-14 sæsonen og fremad var fast mand på førsteholdet.

### Sevilla
Efter at Getafe rykkede ned i 2015-16 sæsonen, skiftede Sarabia i juni 2016 til Sevilla. Sarabia blev i 2018-19 sæsonen inkluderet på årets hold i La Liga.

### Paris Saint-Germain
Sarabia skiftede i juli 2019 til Paris Saint-Germain. Han scorede det vindene straffespark i straffesparkskonkurrencen i Coupe de la Ligue-finalen imod Lyon i 2020.

#### Leje til Sporting CP
Sarabia blev i september 2021 udlejet til Sporting CP.

### Wolverhampton
Sarabia skiftede i januar 2023 til Wolverhampton Wanderers på en fast aftale.

## Landsholdskarriere

### Ungdomslandshold
Sarabia har repræsenteret Spanien på flere ungdomsniveauer. Han var del af Spaniens trupper som vandt U/19-EM i 2011 og U/21-EM i 2015.

### Seniorlandshold
Sarabia debuterede for Spaniens landshold den 5. september 2019.

## Titler
Paris Saint-Germain
- Ligue 1: 2 (2019-20, 2021-22)
- Coupe de France: 2 (2019-20, 2020-21)
- Coupe de la Ligue: 1 (2019-20)
- Trophée des Champions: 3 (2019, 2020, 2022)

Sporting CP
- Taça da Liga: 1 (2021-22)

Spanien U/19
- U/19-Europamesterskabet: 1 (2011)

Spanien U/21
- U/21-Europamesterskabet: 1 (2013)

Individuelle
- UEFA La Liga Sæsonens hold: 1 (2018-19)